# Villa anthophoroides
Villa anthophoroides är en tvåvingeart som beskrevs av Hesse 1956. Villa anthophoroides ingår i släktet Villa och familjen svävflugor. Inga underarter finns listade i Catalogue of Life.